# 1102 هـ
ألف ومئة واثنان 1102 هـ هي سنة في التقويم الهجري امتدت مقابلةً في التقويم الميلادي بين سنتي 1690 و1691.

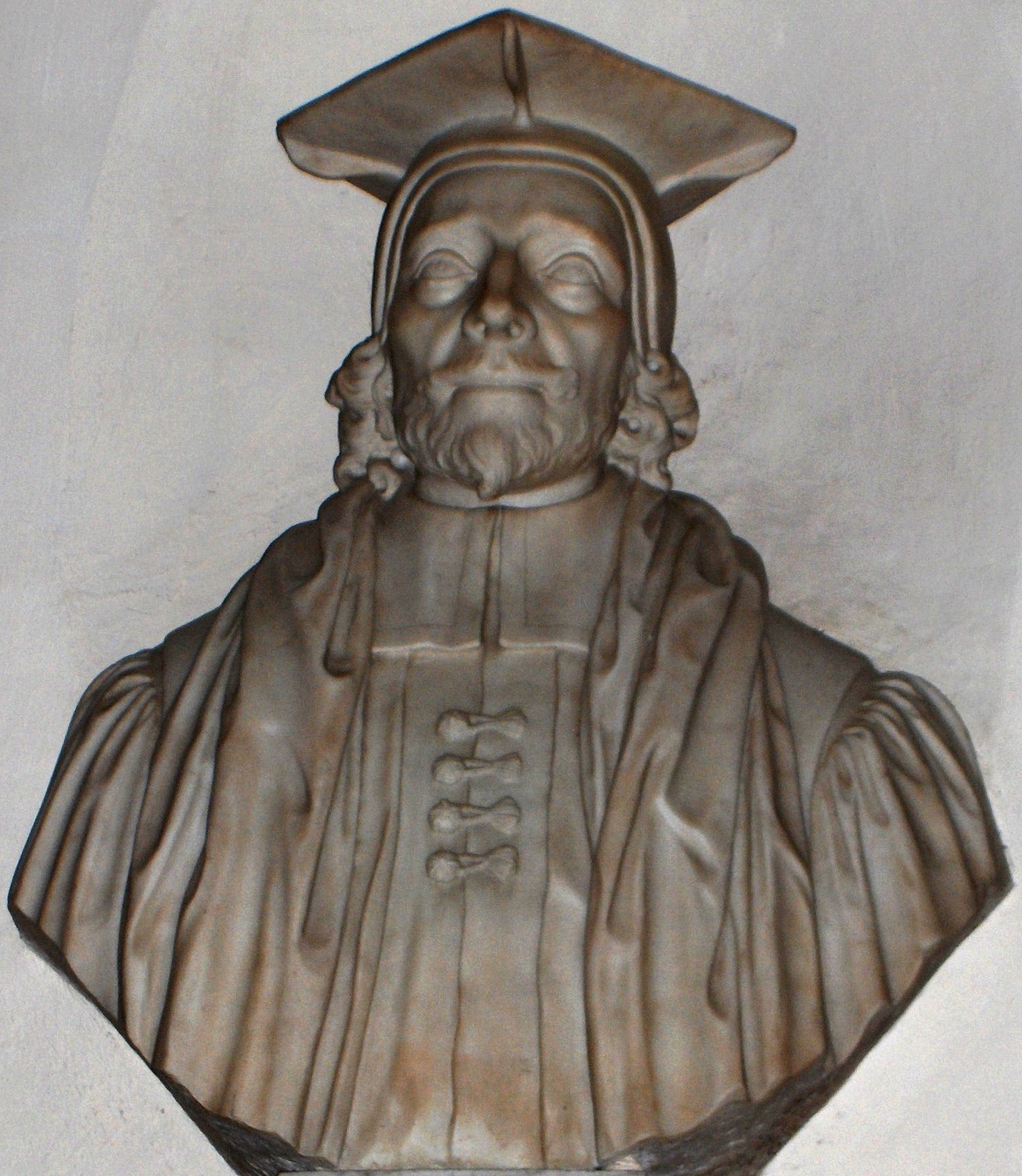
إدوارد بوكوك

## أحداث
- ظهور فكرة إنشاء دولة إسلامية وسياسية على يد عائلة آل سعود.
- زلزال قوي بثلاث درجات يضرب تركيا وما غربها.

## وفيات
- إدوارد بوكوك
- الحسن اليوسي
- سليمان الثاني